# (13302) Kezmoh
(13302) Kezmoh (1998 RO31) – planetoida z pasa głównego asteroid okrążająca Słońce w ciągu 3,41 lat w średniej odległości 2,27 j.a. Odkryta 14 września 1998 roku.